# Aria Jasuru Hasegawa
Aria Jasuru Hasegawa (Saitama, 29 oktober 1988) is een Japans-Iraanse voetballer die uit de voeten kan als een centraal-aanvallende middenvelder.

## Carrière
Aria Jasuru Hasegawa speelde tussen 2007 en 2011 voor Yokohama F. Marinos. Hij werd in 2012 getransfereerd naar FC Tokyo, om vervolgens in 2014 een contract te tekenen bij Cerezo Osaka, ook uitkomend in de Japanse J-League.
In de zomer van 2015 maakte Aria Jasuru op 26-jarige leeftijd de overstap naar Europa door een eenjarig contract te tekenen bij de Spaanse club Real Zaragoza, een ploeg in de Segunda División.

## Interlandcarrière
Omdat zijn vader uit Iran komt en zijn moeder Japanse is, kan Aria Jasuru uitkomen voor het Japans voetbalelftal of het Iraans voetbalelftal. Tot op heden is hij echter niet genoemd in (voor)selecties van Japan of Iran.